# إبراهيم تشيليكول
إبراهيم تشيليكول (من مواليد 14 فبراير 1982) هو عارض أزياء سابق وممثل تركي. بدأ حياته كلاعب كرة سلة محترف وبسبب مقوماته الجسدية ووسامته دخل مجال عرض الأزياء لتبدأ حياته الفنية سنة 2007 في فيلم«باتوراي»، كأول خطوة نحو عالم التمثيل والنجومية لا سيما دوره المميز في فيلم «السلطان الفاتح». ليواصل تألقه في الدراما التلفزيونية من خلال مجموعة من المسلسلات أهمها مسلسل «عفت» مع الممثلة دنيز شاكر ومسلسل «ردة فعل» ومسلسل «الرحمة» في سنة 2013 ومسلسل«حب أبيض وأسود» 2017
انفصل عن حبيبته الفنانة سينام كوبال بعد قصة حب استمرت لفترة. تزوج سنة 2017 من المعمارية مهري موتلو.

## روابط خارجية
- إبراهيم تشيليكول على موقع IMDb (الإنجليزية)
- إبراهيم تشيليكول على موقع روتن توميتوز (الإنجليزية)
- إبراهيم تشيليكول على موقع قاعدة بيانات الأفلام العربية
- إبراهيم تشيليكول على موقع ألو سيني (الفرنسية)
- إبراهيم تشيليكول على موقع أول موفي (الإنجليزية)
- إبراهيم تشيليكول على موقع قاعدة بيانات الفيلم (الإنجليزية)
- إبراهيم تشيليكول على موقع كينوبويسك (الروسية)